# Kommunitet (universitet)
Kommunitet var en inrättning på universitet eller annan högre skola, som var till för att underlätta för fattiga studenter genom att ge dem billig eller kostnadsfri mat och/eller bostad. Många sådana kommuniteter fungerade som ett slags studenthem med helpension. 
Den första kommuniteten av detta slag inrättades vid 1200-talets början vid Paris universitet, då i form av anläggningar beroende av enskilda välgörare. Omkring 1250 skapade Robert Sorbon en kommunitet vid universitetet efter franciskanerordens mönster, La Sorbonne, som blev viktigare än de övriga. För att få bo på kommuniteten krävdes att man redan hade examen i filosofi och fortsatte med att läsa teologi; i realiteten torde detta alltså röra sig om präststudenter. Studenterna åt tillsammans och utövade sin religion tillsammans. På kommuniteten hölls även disputationer.
I Uppsala grundade domprosten Andreas And (död 1317) den första kommuniteten vid domkyrkans katedralskola. Där kom senare även studenter från Uppsala universitet att bo. Universitetet grundade en egen kommunitet 1539, som fanns kvar till 1637. 1624 bodde 100 studenter i kommuniteten, varav 60 läste teologi och 40 världsliga ämnen.
Dorpats universitet, i nuvarande estniska Tartu, hade en kommunitet i slutet av 1630-talet.
Köpenhamns universitets kommunitet grundades 1569, och utspisade då dagligen 100 studenter. 1618-1623 byggdes Regensen, som än idag tjänar som studenthem, som bostad för kommunitetens studenter.
I äldre källor står ofta att kommuniteten var till för "alumner", vilket lätt förvirrar den moderna läsaren. I äldre tid har emellertid ordet alumn betytt en student som bor med helpension.

### Källnoter
1. ↑  SAOB
2. ↑  Nordisk familjebok: kommunitet
3. 1 2  Förvaltningshistorisk ordbok
4. ↑  Universitetshistoria på Köpenhamns universitets webbplats
5. ↑  Nordisk familjebok: alumn